# Opéra de Lyon
Résidence
L’opéra de Lyon, anciennement Grand Théâtre, est une salle d’opéra de la ville de Lyon, en France, situé place de la Comédie, en face de l'hôtel de ville.
Construit en 1831 sous le nom de « Grand Théâtre » par Antoine-Marie Chenavard et Jean-Marie Pollet, il a été totalement restructuré et agrandi entre 1989 et 1993 par Jean Nouvel, ce projet architectural ayant été lauréat du prix de l'Équerre d'argent du Moniteur en 1993. L'édifice de 1831 remplace un autre bâtiment également nommé « Grand Théâtre » inauguré en 1756 et dû à l'architecte Jacques-Germain Soufflot (1713-1780), détruit en 1826, de telle sorte que ce nom de Grand Théâtre désigne indistinctement l'édifice de Soufflot et celui qui l'a remplacé avant qu'il ne prenne son nom courant d'« opéra de Lyon ».
Actuellement, il abrite une salle de représentations affectée principalement à l'opéra national de Lyon qui y fait représenter des opéras, des ballets et des concerts et qui peut accueillir 1 100 spectateurs. Il est le lieu de résidence du ballet de l'Opéra de Lyon. L'Opéra de Lyon a un budget annuel qui avoisine 35 millions d'euros, subventionné par la ville de Lyon (60 %), le département du Rhône (10 %), la région d'Auvergne-Rhône-Alpes (10 %) et l'État (20 %). En 2011, l'âge moyen des spectateurs était de 47 ans.

## Histoire

### Grand Théâtre

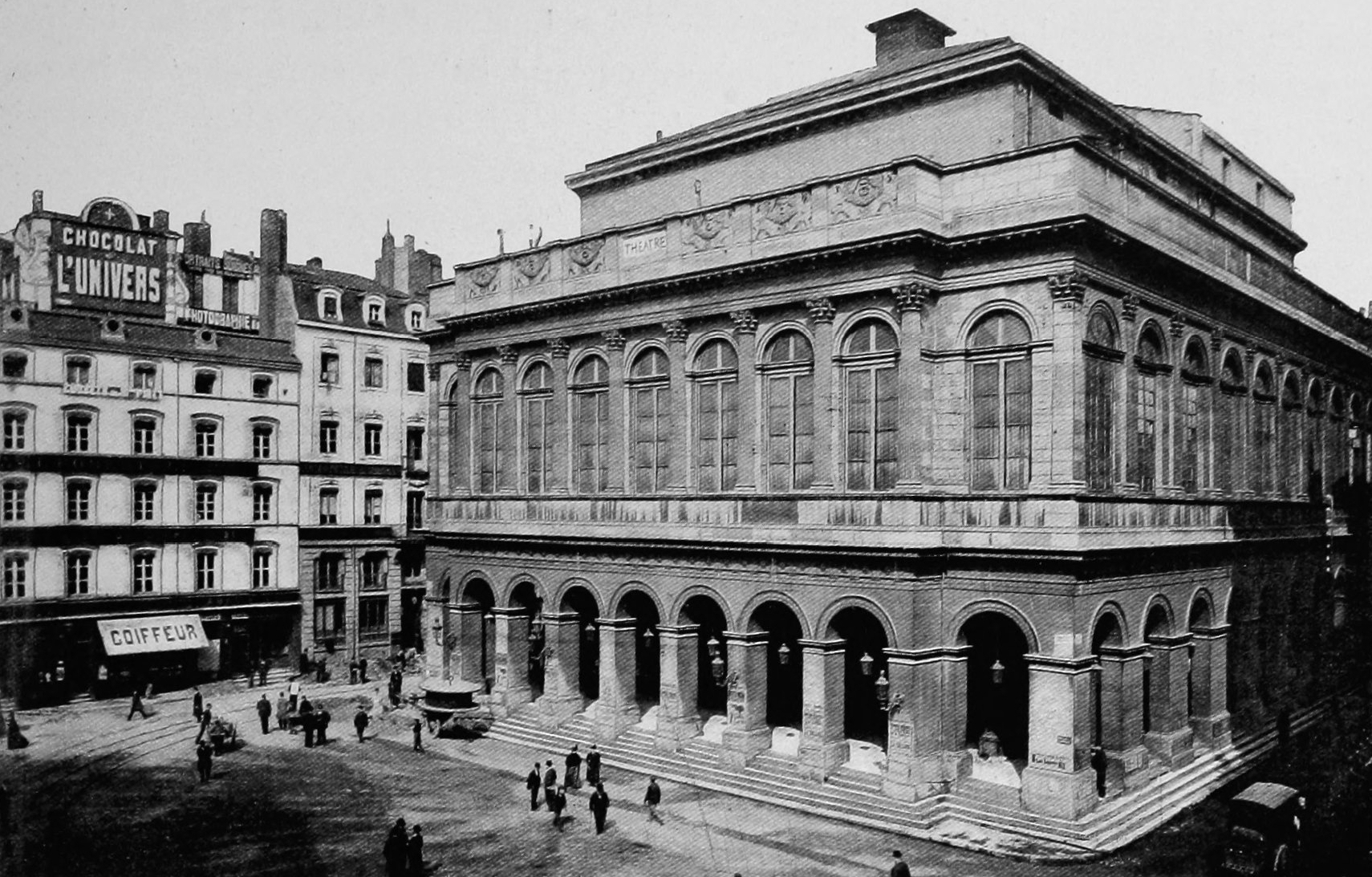
L'opéra au début du XXe siècle.

De 1753 à 1756, une première salle de spectacle nommée Grand Théâtre, ou théâtre du quartier Saint-Clair, est construit sur les jardins de l'hôtel de ville de Lyon, par l’architecte Jacques-Germain Soufflot et la supervision de Michelle Poncet, directrice de l'Académie royale de musique de Lyon. Inauguré le 30 août 1756, il est détruit en 1826. Il est reconstruit en 1831 par Antoine-Marie Chenavard et Jean-Marie Pollet,. En 1986 un concours est organisé, l’élu de cette compétition devait au départ le remettre aux normes. Jean Nouvel et associés, Jean Nouvel et Emmanuel Blamont, remportent le concours. Les travaux débutent en 1989 et se terminent en 1993 avec l’inauguration de l'opéra.
Il est dirigé de 1902 à 1906 par Leimistin Broussan.

## Description

### Grand Théâtre
Antoine-Marie Chenavard et Jean-Marie Pollet démarrent la reconstruction du Grand Théâtre en 1828, mais les travaux s'éternisent et les finances ne suivent pas. Le bâtiment est inauguré le 1er juillet 1831, sans ses décorations de façade, ni les huit statues de muses prévues pour l'attique. Les statues ne sont commandées qu'en 1862 à quatre sculpteurs de renom réalisant chacun deux muses, leur laissant 10 mois pour la réalisation : Guillaume Bonnet, Jean-Marie Bonnassieux, Joseph-Hugues Fabisch et François Félix Roubaud. La neuvième muse (Uranie, muse de l'astronomie et de l'astrologie) n'a pas pu être réalisée, par manque de place, les architectes Chenavard et Pollet s'étant conformés aux règles classiques qui imposent un nombre pair de colonnes pour encadrer les fenêtres d'un monument. Guillaume Bonnet réalise les statues d'Érato et de Thalie.
Elles sont finalement installées en 1863, avec un traitement de silicatisation censé les rendre inaltérables ; sauf que le bras droit de Terpsichore tombe sur la place le 25 décembre 1895. La mairie dépose toutes les statues en 1896 : leur très mauvais état ne permet pas de les restaurer, et leur trace est perdue. En 1910, l'idée de remettre des statues est abordée au conseil municipal ; des sculpteurs sont missionnés pour faire des copies à l'identique. En 1911, la décision est prise de les réaliser en fonte par souci d'économie : elles sont réinstallées en janvier 1912.

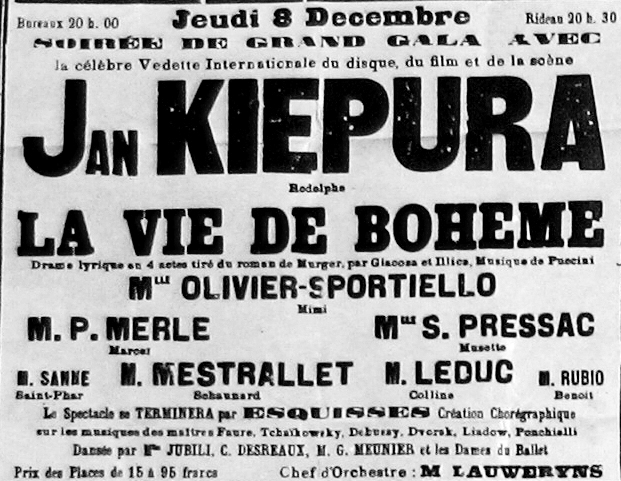
Affiche : Jan Kiepura à l’Opéra de Lyon dans « La vie de Bohème » avec Michel Leduc (1932).
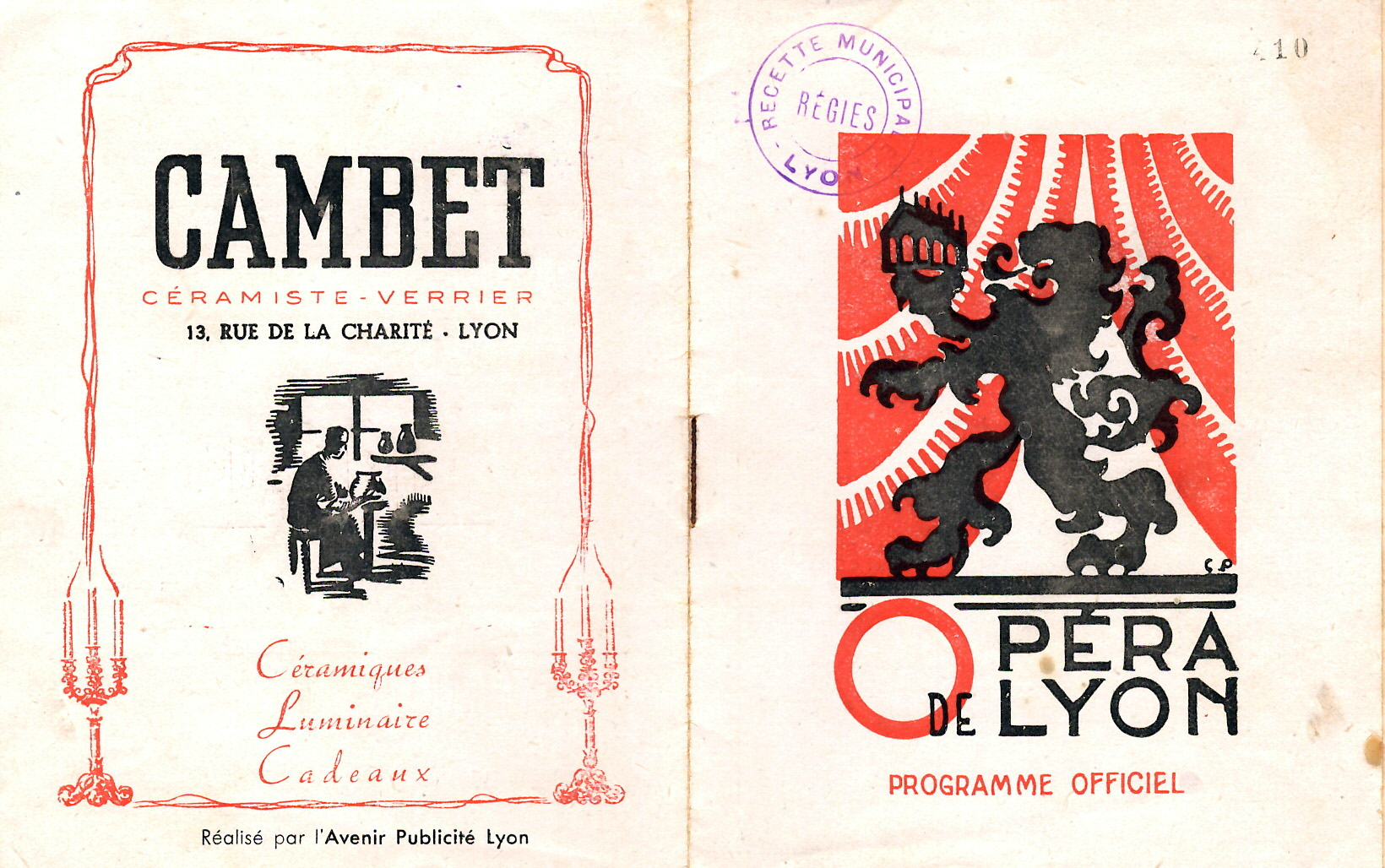
Programme de 1944-45.
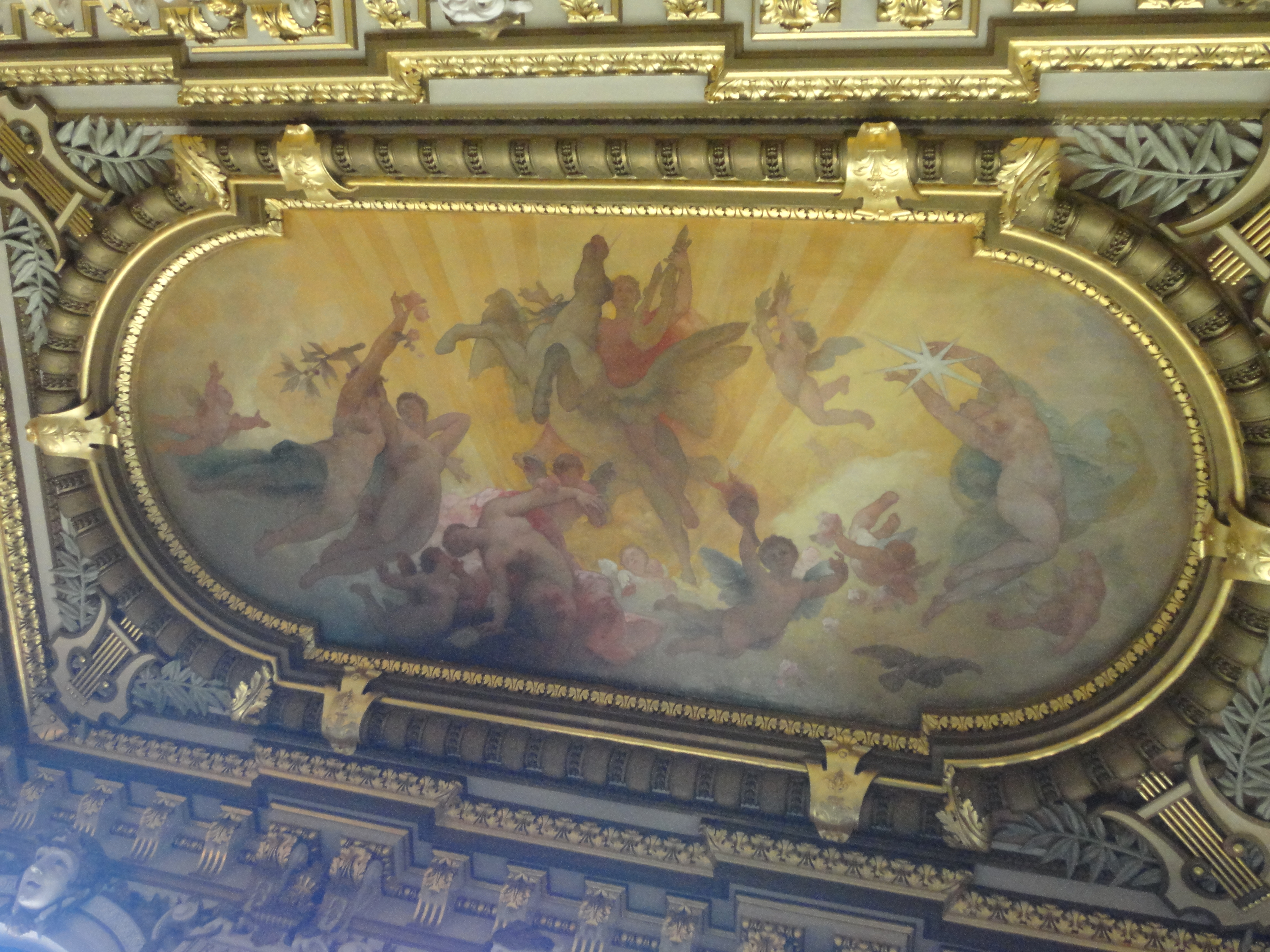
Joanny Domer, Le Triomphe d'Apollon (1886), plafond du foyer.

### Le bâtiment de Nouvel

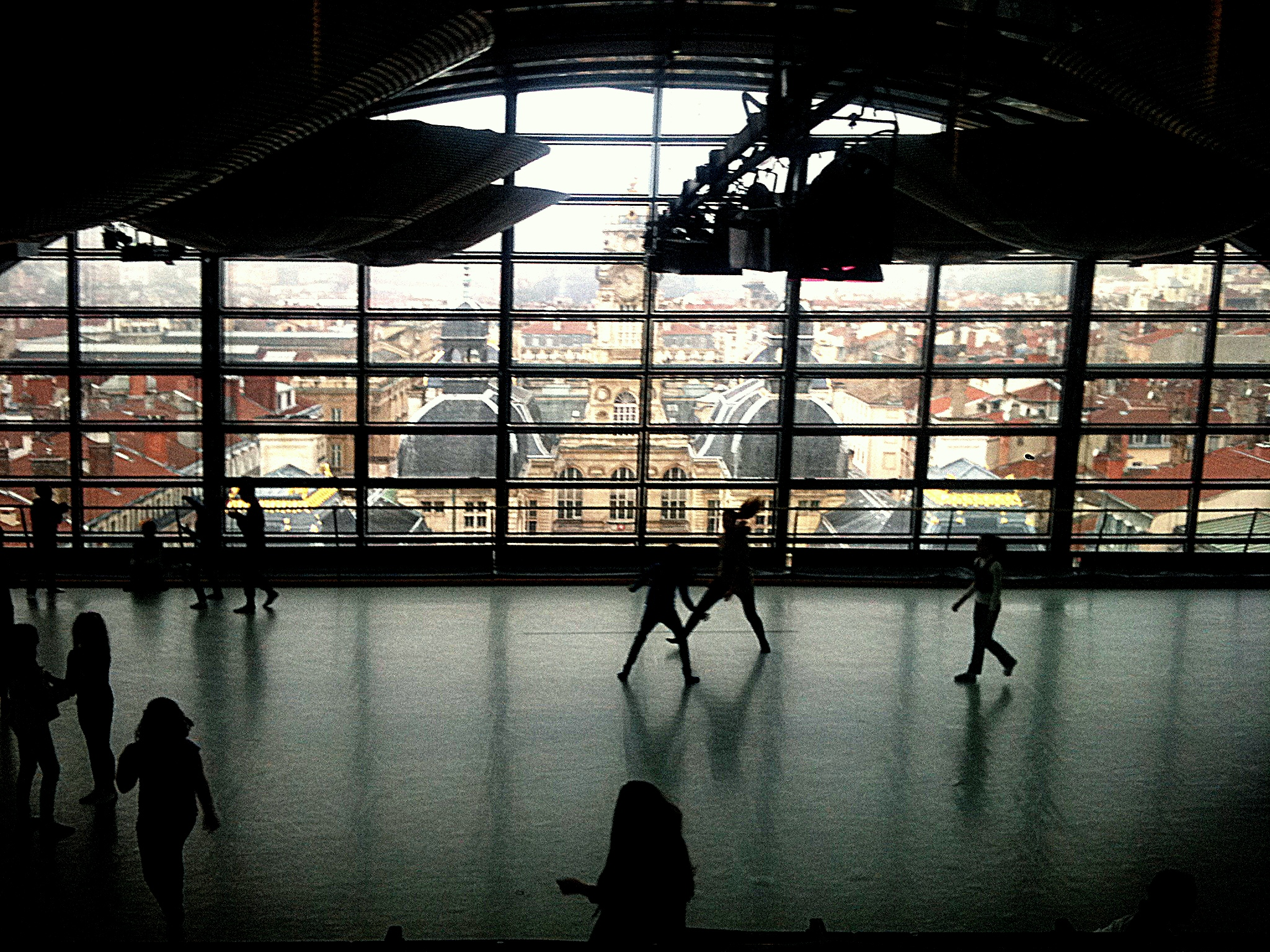
Vue depuis l’intérieur du Studio du ballet, situé sous la verrière au sommet du bâtiment.

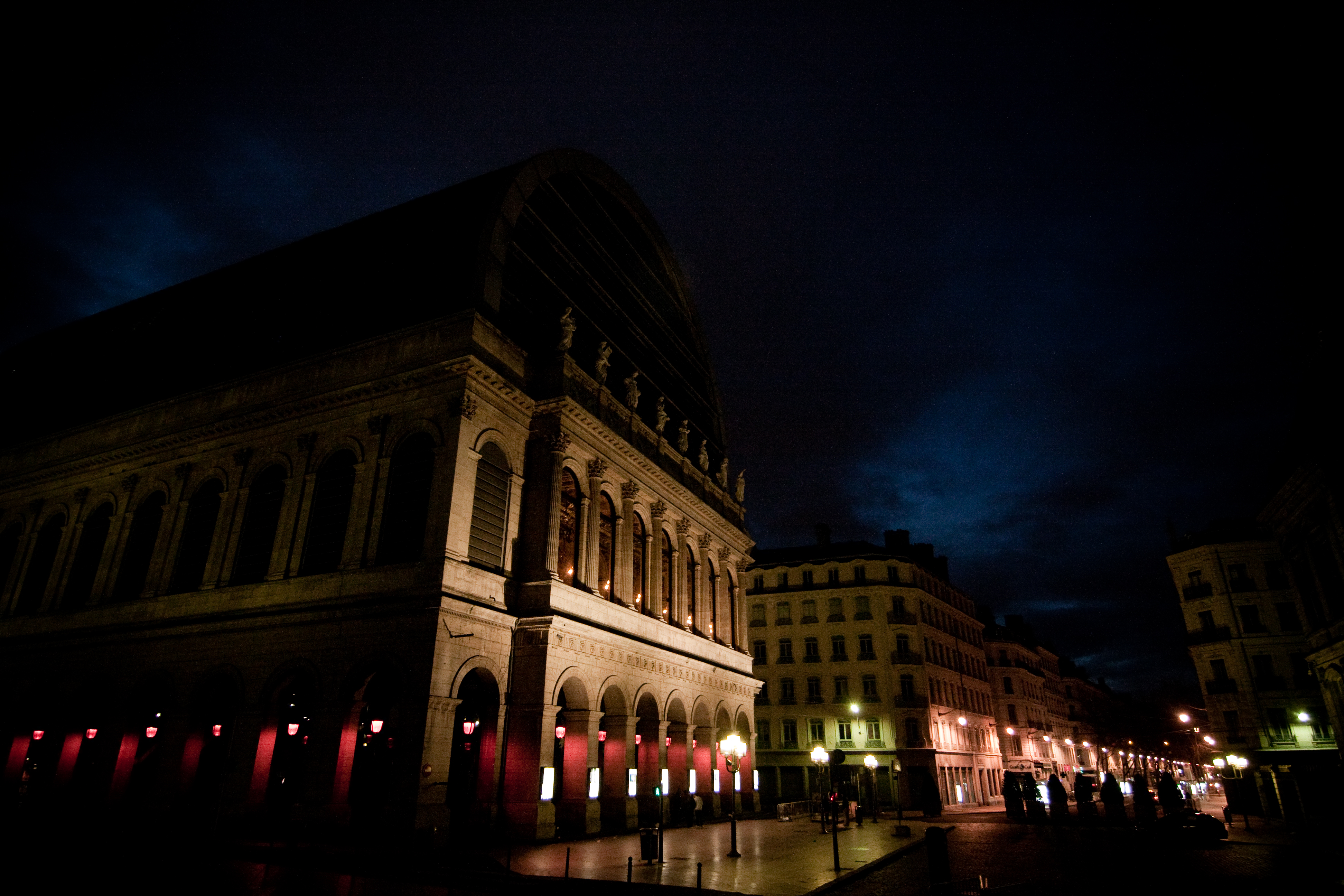
L'Opéra à l'aube.

Jean Nouvel n’a gardé de l’ancien théâtre Chenavard et Pollet que les quatre façades et le foyer du public, partie classée historique. D'un volume de 77 100 m3 et d'une surface de 14 800 m2, l'opéra se compose de 18 étages dont les cinq premiers sont creusés dans le sol et les cinq derniers se situent dans la verrière dont le sommet se trouve à 42 m du sol, plus 20 m de sous-sols.

### Le parvis
Depuis les années 1990, les arcades du parvis de l'Opéra de Lyon accueillent des pratiquants de breakdance, qui s'y entraînent régulièrement ; certaines compagnies, comme la Compagnie Pockemon Crew, ont débuté ainsi. En effet, alternant entre la rue et les arcades de l'Opéra, et demandant l'accès à l'amphithéâtre, elle fut acceptée en résidence en 2003, année de leur premier titre de Champion du Monde.

## Accessibilité
Ce site est desservi par la station de métro Hôtel de Ville - Louis Pradel.

## Récompenses
En 2017, l'opéra de Lyon est désigné « meilleure maison d’Opéra du monde » lors des International Opera Awards.